# Pustasielle
Pustasielle (biał. Пустаселле; ros. Пустоселье, Pustosielje) – wieś na Białorusi, w obwodzie witebskim, w rejonie dokszyckim, w sielsowiecie Berezyna. W 2009 roku liczyła 35 mieszkańców.